# Litteraturåret 1931

## Händelser

### Okänt datum
- Les 120 journées de Sodome skriven i fångenskap av markis de Sade 150 år tidigare börjar publiceras för första gången.
- A. S. Neil utkommer på svenska med "Problembarnet" [1].

## Priser och utmärkelser
- Nobelpriset – Erik Axel Karlfeldt, Sverige[2]
- De Nios Stora Pris – Arvid Mörne och Ernst Didring
- Prix Femina – Antoine de Saint-Exupéry

## Nya böcker

### A – G
- Alberte och friheten av Cora Sandel
- L'allegria av Giuseppe Ungaretti
- Astarte av Karin Boye
- Den svarta lutan av Jan Fridegård
- Efterlämnade skrifter i urval av Ola Hansson
- En gammal bok om människor och djur av Axel Munthe
- Feberboken av Stina Aronson
- Fyrsken av Josef Kjellgren

### H – N
- I skärselden och på andra ställen av Gunnar Cederschiöld
- Jag tvivlar på idrotten, debattbok av Ivar Lo-Johansson
- Kvinnan är stor av Erik Asklund
- Livets sång av Walter Hülphers
- Modern lyrik (antologi)
- Nomad av Harry Martinson

### O – U
- Ogifta av Erik Asklund
- Polismästaren och riddaren Carl Heribert Malmros, född 22 febr. 1877, död 15 nov. 1930. Sörjd och saknad. Barnen av Gustaf Hellström
- Salka Valka (del 1) av Halldór Laxness
- Silversköldarna (essäer) av Frans G. Bengtsson
- Syskonbädd av Stina Aronson
- Ur klyvnadens tid av Ivar Lo-Johansson

### V – Ö
- Valda dikter av Sigurd Agrell
- Vågorna av Virginia Woolf
- When the Daltons Rode av Emmett Dalton (en av Bröderna Dalton)

## Födda
- 24 januari – Molly Johnson, svensk författare.
- 25 januari – Paavo Haavikko, finländsk författare.
- 3 februari – Göran Palm, svensk författare.
- 16 februari – Svante Foerster, svensk författare och kulturjournalist.
- 16 februari – Alfred Kolleritsch, österrikisk författare.
- 18 februari – Toni Morrison, amerikansk författare, nobelpristagare 1993.
- 28 februari – Peter Alliss, engelsk golfspelare, TV-kommentator, författare och golfbanearkitekt.
- 1 mars – Caj Lundgren, svensk journalist, översättare, kritiker och författare.
- 21 mars – Maj Bylock, svensk författare och översättare.
- 22 mars – William Shatner, kanadensisk skådespelare, författare, producent, filmregissör och musiker.
- 12 april – Verner Ohlin, svensk författare.
- 15 april – Tomas Tranströmer, svensk poet.
- 28 april – Eva Seeberg, norsk-svensk journalist, författare och manusförfattare.
- 1 maj – Elsie Johansson, svensk författare.
- 16 maj – K. Natwar Singh, indisk författare och politiker, utrikesminister 2004–2005.
- 19 maj – Margareta Strömstedt, svensk författare.
- 26 maj – Sven Delblanc, svensk författare.
- 30 maj – Vizma Belševica, lettisk författare.
- 2 juni – Anders Ehnmark, svensk författare och journalist.
- 12 juni – Siv Widerberg, svensk författare, journalist och lågstadielärare.
- 28 juni – Hans Alfredson, svensk regissör, författare, komiker och skådespelare.
- 7 juli – David Eddings, amerikansk författare.
- 10 juli – Alice Munro, kanadensisk författare, nobelpristagare 2013.
- 23 augusti – Lars Görling, svensk författare, regissör och manusförfattare.
- 4 september – Lasse Söderberg, svensk poet och översättare.
- 29 september – Åke Axelsson, svensk författare.
- 3 oktober – Siv Arb, svensk författare, översättare och litteraturkritiker.
- 19 oktober – John le Carré, brittisk författare.
- 5 november – Marianne Eyre, svensk översättare.
- 8 november – George Maciunas, konstnär och poet.
- 15 november – Calvin Floyd, svensk-amerikansk regissör, manusförfattare, författare, producent, jazzsångare, kompositör och pianist.
- 26 november – Erik Otto Larsen, dansk målare, grafiker och författare.
- 28 november – Tomi Ungerer, grafiker, artist och författare.
- 15 december – Klaus Rifbjerg, dansk författare, filmkritiker och manusförfattare.
- okänt datum – Kurt Högnäs, finlandssvensk författare.

## Avlidna
- 1 januari – Hjalmar Bergman, 47, svensk författare.
- 8 april – Erik Axel Karlfeldt, 66, svensk poet och författare, nobelpristagare.
- 13 oktober – Ernst Didring, 62, svensk författare.

### Fotnoter
1. ↑  Sverige 1900-talet – Från den lilla, lilla gumman till vilda bebin, NE, Bra Böcker, 2000
2. ↑  ”Nobelpriset i litteratur”. https://www.nobelprize.org/prizes/lists/all-nobel-prizes-in-literature/. Läst 20 mars 2011.